# Замок Вилафортуна
Замок Вилафортуна (кат. Castell de Vilafortuny) — испанский замок, расположенный в муниципалитете Камбрильс (кат. Cambrils). Некогда был центром усадьбы Вилафортуна и одноимённого муниципалитета.

## История
Замок Вилафортуна был построен в конце XI века на холме, где когда-то было иберийское поселение, а точнее поселение Коссетанов (кат. Cossetanos). Самый старый документ, найденный в архивах короны Арагоны и ссылающийся на замок Вилафортуна, датирован 1162 годом, где указывается, что Рамон Беренгер IV дал ему название Гильен Вилафортуна (кат. Guillén de Vilafortuny).

## Замок сегодня
В настоящее время в замке проводят венчания, свадьбы, банкеты.
Здесь проходили съемки фильма Villa Fortuna (2014) 

## Галерея

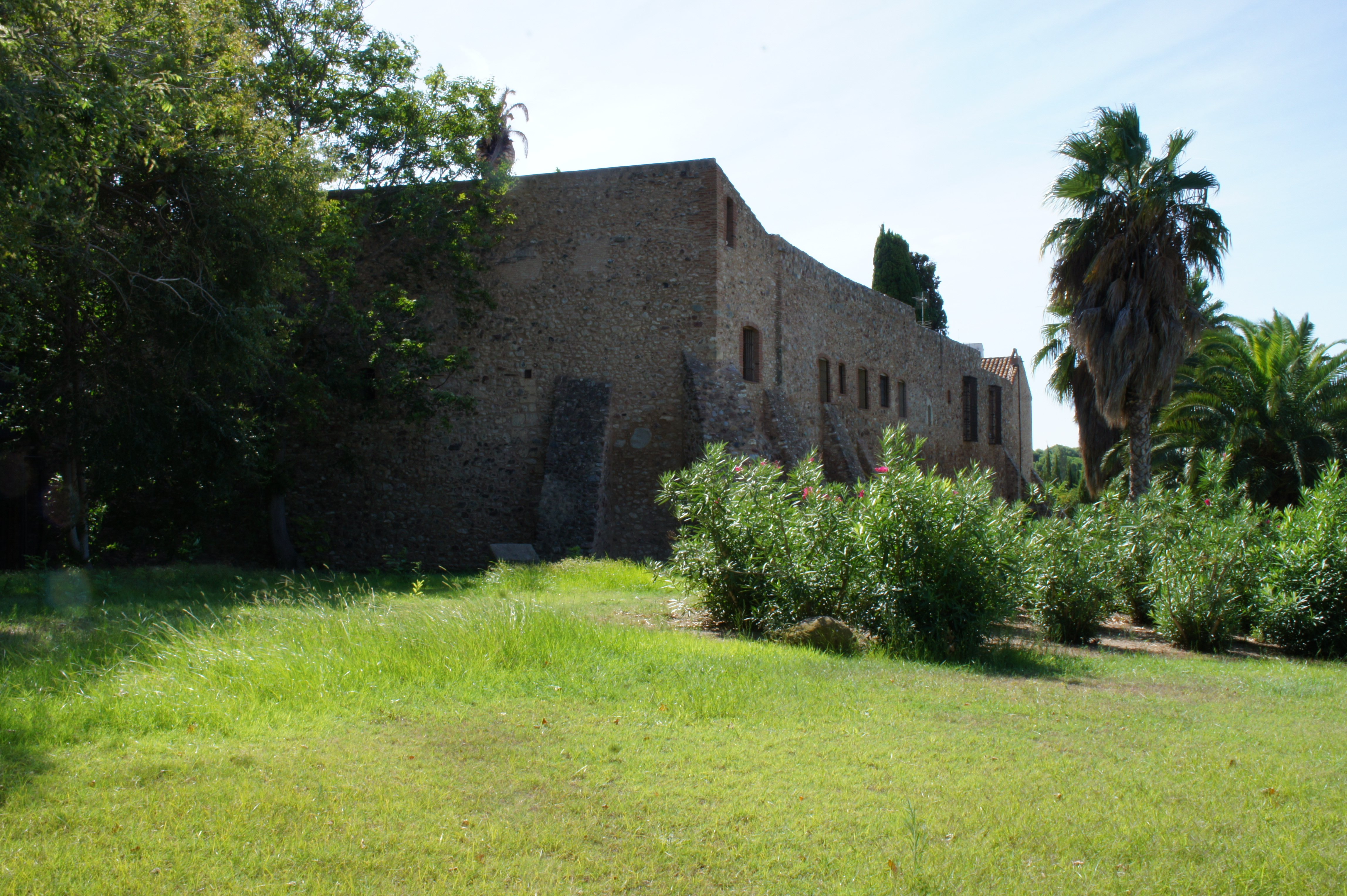
Замок Вилафортуна
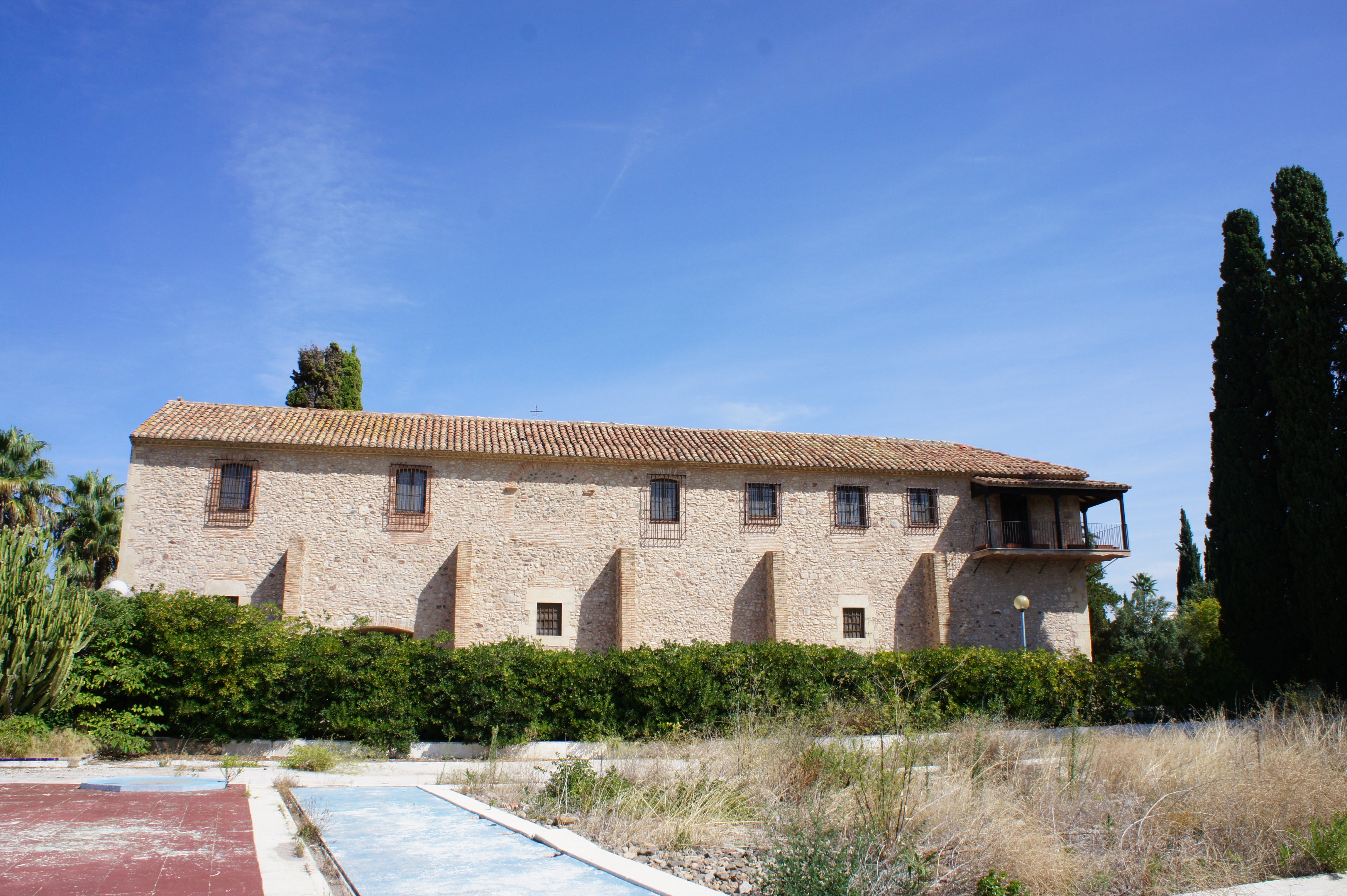
Замок Вилафортуна
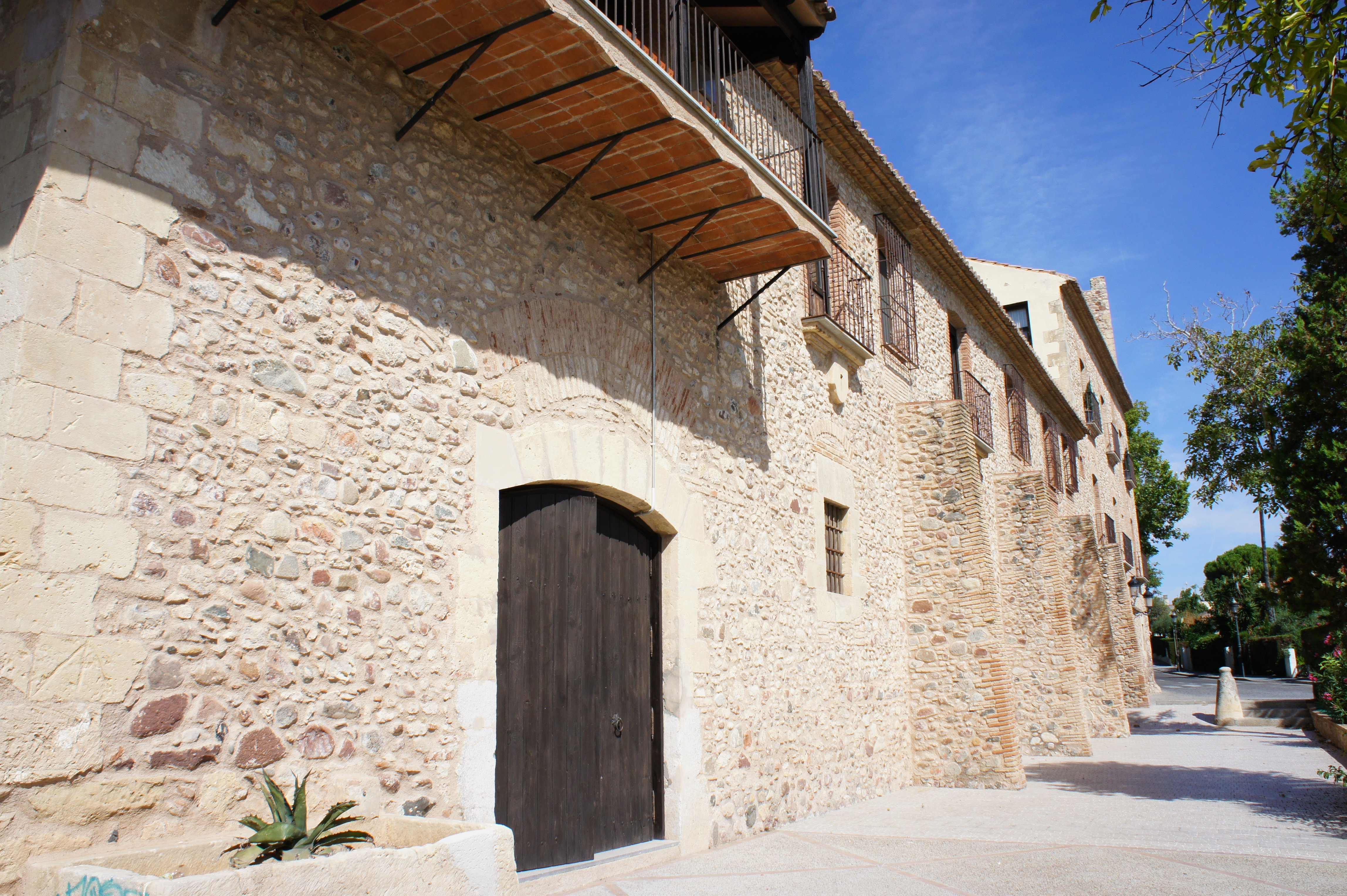
Замок Вилафортуна
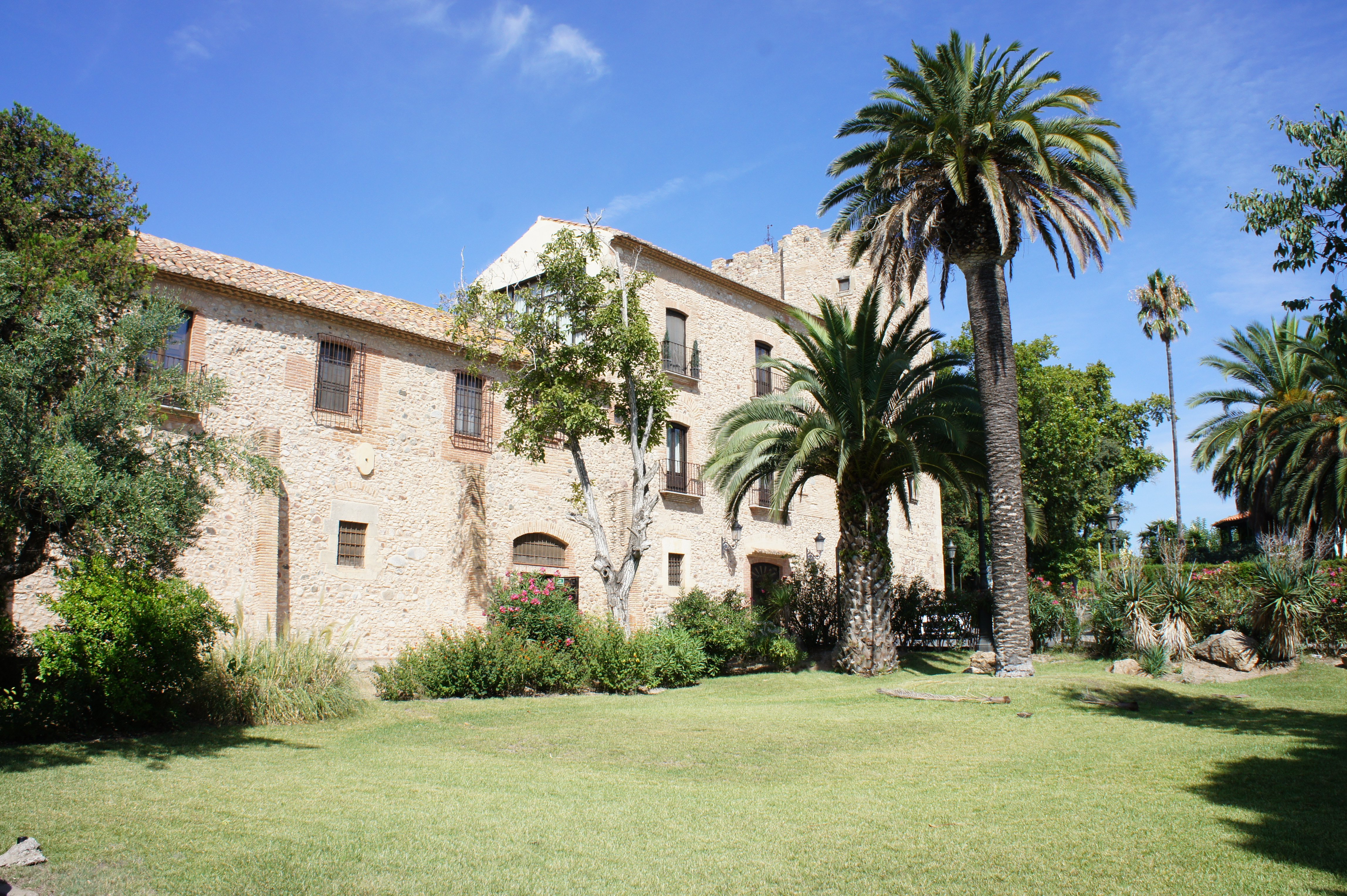
Замок Вилафортуна